# Звезде Гранда (12. сезона)
Дванаеста сезона такмичења Звезде Гранда одржана је 2017/2018. године. Чланови жирија били су Саша Поповић, Снежана Ђуришић, Ана Бекута, Драган Стојковић Босанац, Вики Миљковић, Аца Лукас, Марија Шерифовић и Јелена Карлеуша. Ова сезона је имала и тајанственог члана жирија који се мењао сваке епизоде. Финале је одржано  14. јуна 2018. и победник је био Анид Ћушић.

## Такмичари
- Анид Ћушић из Мостара (прво место)
- Теодора Токовић из Београда[2]
- Шефки Јахјић из Суботице
- Лидија Јанковић из Драгиња
- Борис Петровић из Житишта
- Емрах Емшо из Хаџића
- Антонио Криштофић из Ријеке
- Лејла Захировић из Сребреника
- Миралем Рамић из Јабланице
- Александра Сашка Хајдер из Београда[3]
- Моника Ивкић из Беча
- Хана Машић из Загреба

## Након тамичења
Победник је добио трофеј, две песме, ауто и спот. Ово је прва сезона где је само победник добио сигурне песме, а није било заједничког цд-а са новим песмама осталих такмичара.